# Tyson Beckford
Tyson Craig Beckford (* 19. prosince 1970 Rochester) je americký model a herec afroamerického a čínského původu.
Narodil se v USA a vyrůstal na Jamajce, odkud pochází jeho matka. Od roku 1992 pózoval pro časopis The Source a v roce 1993 uzavřel smlouvu se společností Ralph Lauren. Fotografoval ho Herb Ritts. Vystupoval v televizních pořadech Make Me a Supermodel a Britain's Next Top Model. Hrál ve filmech Zoolander, Biker Boyz a Do hlubiny a ve videoklipech Toni Braxton, Pet Shop Boys a Britney Spears.
Patří k nejlépe placeným supermodelům a v roce 1995 ho stanice VH1 vyhlásila Mužem roku.
Žije v Edgewateru ve státě New Jersey. Má jednoho syna. Podílí se na projektu Kick 4 Life, podporujícím mládežnický fotbal v Lesothu.